# Evezés a 2008. évi nyári olimpiai játékokon
A 2008. évi nyári olimpiai játékokon az evezésben tizennégy versenyszámban osztottak érmeket. A külön erre az alkalomra épült Shunyi Olimpiai Evezős-Kajak Parkban tartották a versenyeket augusztus 9. és 17. között.

## Összesített éremtáblázat
(A rendező ország csapata eltérő háttérszínnel, az egyes számoszlopok legmagasabb értéke vagy értékei vastagítással kiemelve.)
| A 2008. évi nyári olimpiai játékok összesített éremtáblázata evezésben | A 2008. évi nyári olimpiai játékok összesített éremtáblázata evezésben | A 2008. évi nyári olimpiai játékok összesített éremtáblázata evezésben | A 2008. évi nyári olimpiai játékok összesített éremtáblázata evezésben | A 2008. évi nyári olimpiai játékok összesített éremtáblázata evezésben | Olimpia  |
| ---------------------------------------------------------------------- | ---------------------------------------------------------------------- | ---------------------------------------------------------------------- | ---------------------------------------------------------------------- | ---------------------------------------------------------------------- | -------- |
|                                                                        | Ország                                                                 | Arany                                                                  | Ezüst                                                                  | Bronz                                                                  | Összesen |
| 1.                                                                     | Nagy-Britannia (GBR)                                                   | 2                                                                      | 2                                                                      | 2                                                                      | 6        |
| 2.                                                                     | Ausztrália (AUS)                                                       | 2                                                                      | 1                                                                      | 0                                                                      | 3        |
| 3.                                                                     | Kanada (CAN)                                                           | 1                                                                      | 1                                                                      | 2                                                                      | 4        |
| 4.                                                                     | Egyesült Államok (USA)                                                 | 1                                                                      | 1                                                                      | 1                                                                      | 3        |
| 5.                                                                     | Kína (CHN)                                                             | 1                                                                      | 1                                                                      | 0                                                                      | 2        |
| 5.                                                                     | Hollandia (NED)                                                        | 1                                                                      | 1                                                                      | 0                                                                      | 2        |
| 5.                                                                     | Lengyelország (POL)                                                    | 1                                                                      | 1                                                                      | 0                                                                      | 2        |
| 8.                                                                     | Új-Zéland (NZL)                                                        | 1                                                                      | 0                                                                      | 2                                                                      | 3        |
| 9.                                                                     | Dánia (DEN)                                                            | 1                                                                      | 0                                                                      | 1                                                                      | 2        |
| 9.                                                                     | Románia (ROU)                                                          | 1                                                                      | 0                                                                      | 1                                                                      | 2        |
| 11.                                                                    | Bulgária (BUL)                                                         | 1                                                                      | 0                                                                      | 0                                                                      | 1        |
| 11.                                                                    | Norvégia (NOR)                                                         | 1                                                                      | 0                                                                      | 0                                                                      | 1        |
|                                                                        |                                                                        |                                                                        |                                                                        |                                                                        |          |
| 13.                                                                    | Németország (GER)                                                      | 0                                                                      | 1                                                                      | 1                                                                      | 2        |
| 14.                                                                    | Csehország (CZE)                                                       | 0                                                                      | 1                                                                      | 0                                                                      | 1        |
| 14.                                                                    | Észtország (EST)                                                       | 0                                                                      | 1                                                                      | 0                                                                      | 1        |
| 14.                                                                    | Finnország (FIN)                                                       | 0                                                                      | 1                                                                      | 0                                                                      | 1        |
| 14.                                                                    | Görögország (GRE)                                                      | 0                                                                      | 1                                                                      | 0                                                                      | 1        |
| 14.                                                                    | Olaszország (ITA)                                                      | 0                                                                      | 1                                                                      | 0                                                                      | 1        |
|                                                                        |                                                                        |                                                                        |                                                                        |                                                                        |          |
| 19.                                                                    | Fehéroroszország (BLR)                                                 | 0                                                                      | 0                                                                      | 2                                                                      | 2        |
| 19.                                                                    | Franciaország (FRA)                                                    | 0                                                                      | 0                                                                      | 2                                                                      | 2        |
|                                                                        |                                                                        |                                                                        |                                                                        |                                                                        |          |
| Összesen                                                               | Összesen                                                               | 14                                                                     | 14                                                                     | 14                                                                     | 42       |

## Férfi

### Éremtáblázat
| A 2008. évi nyári olimpiai játékok éremtáblázata férfi evezésben | A 2008. évi nyári olimpiai játékok éremtáblázata férfi evezésben | A 2008. évi nyári olimpiai játékok éremtáblázata férfi evezésben | A 2008. évi nyári olimpiai játékok éremtáblázata férfi evezésben | A 2008. évi nyári olimpiai játékok éremtáblázata férfi evezésben | Olimpia  |
| ---------------------------------------------------------------- | ---------------------------------------------------------------- | ---------------------------------------------------------------- | ---------------------------------------------------------------- | ---------------------------------------------------------------- | -------- |
|                                                                  | Ország                                                           | Arany                                                            | Ezüst                                                            | Bronz                                                            | Összesen |
| 1.                                                               | Nagy-Britannia (GBR)                                             | 2                                                                | 1                                                                | 1                                                                | 4        |
| 2.                                                               | Ausztrália (AUS)                                                 | 2                                                                | 1                                                                | 0                                                                | 3        |
| 3.                                                               | Kanada (CAN)                                                     | 1                                                                | 1                                                                | 1                                                                | 3        |
| 4.                                                               | Lengyelország (POL)                                              | 1                                                                | 1                                                                | 0                                                                | 2        |
| 5.                                                               | Dánia (DEN)                                                      | 1                                                                | 0                                                                | 1                                                                | 2        |
| 6.                                                               | Norvégia (NOR)                                                   | 1                                                                | 0                                                                | 0                                                                | 1        |
|                                                                  |                                                                  |                                                                  |                                                                  |                                                                  |          |
| 7.                                                               | Csehország (CZE)                                                 | 0                                                                | 1                                                                | 0                                                                | 1        |
| 7.                                                               | Észtország (EST)                                                 | 0                                                                | 1                                                                | 0                                                                | 1        |
| 7.                                                               | Görögország (GRE)                                                | 0                                                                | 1                                                                | 0                                                                | 1        |
| 7.                                                               | Olaszország (ITA)                                                | 0                                                                | 1                                                                | 0                                                                | 1        |
|                                                                  |                                                                  |                                                                  |                                                                  |                                                                  |          |
| 11.                                                              | Franciaország (FRA)                                              | 0                                                                | 0                                                                | 2                                                                | 2        |
| 11.                                                              | Új-Zéland (NZL)                                                  | 0                                                                | 0                                                                | 2                                                                | 2        |
| 13.                                                              | Egyesült Államok (USA)                                           | 0                                                                | 0                                                                | 1                                                                | 1        |
|                                                                  |                                                                  |                                                                  |                                                                  |                                                                  |          |
| Összesen                                                         | Összesen                                                         | 8                                                                | 8                                                                | 8                                                                | 24       |

### Érmesek
| A 2008. évi nyári olimpiai játékok férfi érmesei evezésben | | | |
| Versenyszám                                                | Arany | Ezüst | Bronz |
| Egypárevezős                                               | Olaf Tufte · Norvégia (NOR) | Ondrej Synek · Csehország (CZE) | Mahé Drysdale · Új-Zéland (NZL) |
| Kétpárevezős                                               | Ausztrália (AUS) · David Crawshay · Scott Brennan | Észtország (EST) · Tõnu Endrekson · Jüri Jaanson | Nagy-Britannia (GBR) · Matthew Wells · Stephen Rowbotham |
| Könnyűsúlyú kétpárevezős                                   | Nagy-Britannia (GBR) · Zac Purchase · Mark Hunter | Görögország (GRE) · Dimítrisz Mújosz · Vaszíliosz Polímerosz | Dánia (DEN) · Mads Rasmussen · Rasmus Quist |
| Kormányos nélküli kettes                                   | Ausztrália (AUS) · Drew Ginn · Duncan Free | Kanada (CAN) · David Calder · Scott Frandsen | Új-Zéland (NZL) · Nathan Twaddle · George Bridgewater |
| Négypárevezős                                              | Lengyelország (POL) · Konrad Wasielewski · Marek Kolbowicz · Michał Jeliński · Adam Korol                                                                     | Olaszország (ITA) · Luca Agamennoni · Simone Venier · Rossano Galtarossa · Simone Raineri                                                                                      | Franciaország (FRA) · Jonathan Coeffic · Pierre-Jean Peltier · Julien Bahain · Cédric Berrest                                                                                 |
| Kormányos nélküli négyes                                   | Nagy-Britannia (GBR) · Tom James · Steve Williams · Pete Reed · Andrew Triggs-Hodge                                                                           | Ausztrália (AUS) · Matt Ryan · James Marburg · Cameron McKenzie-McHarg · Francis Hegerty                                                                                       | Franciaország (FRA) · Julien Desprès · Benjamin Rondeau · Germain Chardin · Dorian Mortelette                                                                                 |
| Könnyűsúlyú kormányos nélküli négyes                       | Dánia (DEN) · Thomas Ebert · Morten Jørgensen · Mads Andersen · Eskild Ebbesen                                                                                | Lengyelország (POL) · Łukasz Pawłowski · Bartłomiej Pawełczak · Miłosz Bernatajtys · Paweł Rańda                                                                               | Kanada (CAN) · Iain Brambell · Jon Beare · Mike Lewis · Liam Parsons |
| Nyolcas                                                    | Kanada (CAN) · Kevin Light · Ben Rutledge · Andrew Byrnes · Jake Wetzel · Malcolm Howard · Dominic Seiterle · Adam Kreek · Kyle Hamilton · Korm.: Brian Price | Nagy-Britannia (GBR) · Alex Partridge · Tom Stallard · Tom Lucy · Richard Egington · Josh West · Alastair Heathcote · Matthew Langridge · Colin Smith · Korm.: Acer Nethercott | Egyesült Államok (USA) · Beau Hoopman · Matt Schnobrich · Micah Boyd · Wyatt Allen · Daniel Walsh · Steven Coppola · Josh Inman · Bryan Volpenhein · Korm.: Marcus McElhenney |

## Női

### Éremtáblázat
| A 2008. évi nyári olimpiai játékok éremtáblázata női evezésben | A 2008. évi nyári olimpiai játékok éremtáblázata női evezésben | A 2008. évi nyári olimpiai játékok éremtáblázata női evezésben | A 2008. évi nyári olimpiai játékok éremtáblázata női evezésben | A 2008. évi nyári olimpiai játékok éremtáblázata női evezésben | Olimpia  |
| -------------------------------------------------------------- | -------------------------------------------------------------- | -------------------------------------------------------------- | -------------------------------------------------------------- | -------------------------------------------------------------- | -------- |
|                                                                | Ország                                                         | Arany                                                          | Ezüst                                                          | Bronz                                                          | Összesen |
| 1.                                                             | Egyesült Államok (USA)                                         | 1                                                              | 1                                                              | 0                                                              | 2        |
| 1.                                                             | Hollandia (NED)                                                | 1                                                              | 1                                                              | 0                                                              | 2        |
| 1.                                                             | Kína (CHN)                                                     | 1                                                              | 1                                                              | 0                                                              | 2        |
| 4.                                                             | Románia (ROU)                                                  | 1                                                              | 0                                                              | 1                                                              | 2        |
| 5.                                                             | Bulgária (BUL)                                                 | 1                                                              | 0                                                              | 0                                                              | 1        |
| 5.                                                             | Új-Zéland (NZL)                                                | 1                                                              | 0                                                              | 0                                                              | 1        |
|                                                                |                                                                |                                                                |                                                                |                                                                |          |
| 7.                                                             | Nagy-Britannia (GBR)                                           | 0                                                              | 1                                                              | 1                                                              | 2        |
| 7.                                                             | Németország (GER)                                              | 0                                                              | 1                                                              | 1                                                              | 2        |
| 9.                                                             | Finnország (FIN)                                               | 0                                                              | 1                                                              | 0                                                              | 1        |
|                                                                |                                                                |                                                                |                                                                |                                                                |          |
| 10.                                                            | Fehéroroszország (BLR)                                         | 0                                                              | 0                                                              | 2                                                              | 2        |
| 9.                                                             | Kanada (CAN)                                                   | 0                                                              | 0                                                              | 1                                                              | 1        |
|                                                                |                                                                |                                                                |                                                                |                                                                |          |
| Összesen                                                       | Összesen                                                       | 6                                                              | 6                                                              | 6                                                              | 18       |

### Érmesek
| A 2008. évi nyári olimpiai játékok női érmesei evezésben | | | |
| Versenyszám                                              | Arany | Ezüst | Bronz |
| Egypárevezős                                             | Rumjana Nejkova · Bulgária (BUL) | Michelle Guerette · Egyesült Államok (USA) | Kacjarina Karszten · Fehéroroszország (BLR) |
| Kétpárevezős                                             | Új-Zéland (NZL) · Georgina Evers-Swindell · Caroline Evers-Swindell | Németország (GER) · Annekatrin Thiele · Christiane Huth | Nagy-Britannia (GBR) · Elise Laverick · Anna Bebington |
| Könnyűsúlyú kétpárevezős                                 | Hollandia (NED) · Kirsten van der Kolk · Marit van Eupen | Finnország (FIN) · Sanna Stén · Minna Nieminen | Kanada (CAN) · Melanie Kok · Tracy Cameron |
| Kormányos nélküli kettes                                 | Románia (ROU) · Georgeta Andrunache · Viorica Susanu | Kína (CHN) · Vu Ju (Wu You) · Kao Jü-lan (Gao Yulan) | Fehéroroszország (BLR) · Julija Bicsik · Natallja Helah |
| Négypárevezős                                            | Kína (CHN) · Tang Pin (Tang Bin) · Csin Ce-vej (Jin Ziwei) · Hszi Aj-hua (Xi Aihua) · Csang Jang-jang (Zhang Yangyang)                                                   | Nagy-Britannia (GBR) · Annie Vernon · Debbie Flood · Frances Houghton · Katherine Grainger | Németország (GER) · Britta Oppelt · Manuela Lutze · Kathrin Boron · Stephanie Schiller                                                                                          |
| Nyolcas                                                  | Egyesült Államok (USA) · Erin Cafaro · Lindsay Shoop · Anna Goodale · Elle Logan · Anna Cummins · Francia Zsuzsanna · Caroline Lind · Caryn Davies · Korm.: Mary Whipple | Hollandia (NED) · Femke Dekker · Marlies Smulders · Nienke Kingma · Roline Repelaer van Driel · Annemarieke van Rumpt · Helen Tanger · Sarah Siegelaar · Annemiek de Haan · Korm.: Ester Workel | Románia (ROU) · Constanța Burcică-Pipotă · Viorica Susanu · Rodica Şerban · Barabás Enikő · Simona Muşat · Ioana Papuc · Georgeta Damian · Doina Ignat · Korm.: Elena Georgescu |